# Anastasio di Tessalonica
Anastasio di Tessalonica (... – 451) è stato un religioso bizantino.
Fu metropolita di Tessalonica dal 431 e vicario cattolico per l'Illiria dal 435 sotto Sisto III, Negli ultimi anni della sua vita non fu attivo.